# Andrena combinata
Andrena combinata är en biart som först beskrevs av Christ 1791.  Andrena combinata ingår i släktet sandbin, och familjen grävbin. Inga underarter finns listade i Catalogue of Life.